# Mitrephora andamanica
Mitrephora andamanica är en kirimojaväxtart som beskrevs av Krishnamurthy Thothathri och Debika Das. Mitrephora andamanica ingår i släktet Mitrephora och familjen kirimojaväxter. Inga underarter finns listade i Catalogue of Life.